# Lampanyctus acanthurus
Lampanyctus acanthurus is een  straalvinnige vissensoort uit de familie van lantaarnvissen (Myctophidae). De wetenschappelijke naam van de soort is voor het eerst geldig gepubliceerd in 1974 door Wisner.